# Pànini
|  | No s'ha de confondre amb Panini. |

  Pànini  (sànscrit: पाणिनि)  (Shalatula, c. 520 aC - c. 460 aC) va ser un filòleg del sànscrit, gramàtic i erudit indi venerat a l'Índia antiga, datat d'entre el segle vi i el segle iv aC.
Des del descobriment i la publicació de la seva obra pels estudiosos europeus al segle xix, Pàṇini ha estat considerat el «primer lingüista descriptiu», i fins i tot se l'ha etiquetat com «el pare de la lingüística».
La gramàtica de Pàṇini va influir en lingüistes fonamentals com Ferdinand de Saussure i Leonard Bloomfield.

## Context
Pāṇini probablement va viure a Salatura a l'antic Gandhara al nord-est del subcontinent indi, l'actual Pakistan, durant l'era dels Mahajanapades.
El nom Pāṇini és un patronímic que significa descendent de Paṇina. El seu nom complet era Dakṣiputra Pāṇini segons els versos 1.75.13 i 3.251.12 del Mahabhashya de Patanjali, amb una primera part que suggereix que el nom de la seva mare era Dakṣi.

### Datació
No se sap res del cert sobre quan va viure Pāṇini, ni tan sols en quin segle va viure. Pāṇini s'ha datat entre els segles vii o vi i iv aC. Von Hinüber (1989) basant-se en arguments numismàtics i Falk (1993) basat en els seus estudis d'escriptura índica, el situen a mitjan segle iv aC. Altres utilitzen proves internes i proves textuals de textos indis antics per datar-lo al segle vi o v aC, mentre que Bod sosté que va viure entre els segles vii a v aC. George Cardona (1997) en el seu estat de la qüestió i revisió autoritzada dels estudis relacionats amb Pāṇini, afirma que l'evidència disponible recolza fermament que la datació no pot ser més tardana d'entre el 400 i el 350 aC, mentre que les datacions anteriors depenen de les interpretacions i no són probatòries.
Segons Bod, la gramàtica de Pāṇini defineix el sànscrit clàssic, de manera que Pāṇini se situa cronològicament a la part posterior del període vèdic. Segons Arthur Berriedale Keith, el text sànscrit que més coincideix amb la llengua descrita per Pāṇini és l'Aitareya Brāhmaṇa d'entre el segle viii i vi aC. Segons Scharfe, «la seva proximitat a la llengua vèdica tal com es troba a les Upanisads i els sūtras vèdics suggereix el segle v o potser el segle v aC».
A partir de les troballes numismàtiques, Von Hinüber i Falk situen Pāṇini a mitjan segle iv aC. La rupya de Pāṇini (A 5.2.119, A 5.2.120, A. 5.4.43, A 4.3.153) esmenta una moneda d'or específica, la niṣka, en diversos sutres, que es va introduir a l'Índia el segle iv aC. Segons Houben, «la datació del 350 aC per a Pāṇini es basa en proves concretes que fins ara no s'han refutat». Segons Bronkhorst, no hi ha cap raó per dubtar de la validesa de l'argument de Von Hinüber i Falk, establint el límit temporal màxim de la datació de Pāṇini al 350 aC o les dècades posteriors. Segons Bronkhorst, «…gràcies al treball realitzat per Hinüber (1990:34-35) i Falk (1993: 303-304), ara sabem que Pāṇini va viure, amb tota probabilitat, molt més a prop en el temps del període d'Aśoka del que s'havia pensat fins ara. Segons el raonament de Falk, Panini devia viure durant la dècada posterior al 350 aC, és a dir, just abans (o contemporàniament?) de la invasió d'Alexandre de Macedònia».
Cardona esmenta dues evidències internes importants per a la datació de Pāṇini. L'aparició de la paraula yavanānī a 4.1.49, referida a una escriptura lipi cuneiforme o a l'escriptura grega, suggereix una data per a Pāṇini posterior a Alexandre el Gran. Cardona rebutja aquesta possibilitat, argumentant que yavanānī també pot referir-se a una dona Yavana; i que els indis tenien contactes amb el món grec abans de les conquestes d'Alexandre. El Sutra 2.1.70 de Pāṇini esmenta kumāraśramaṇa, derivat de śramaṇa, que es refereix a una monja budista, el que implica que Pāṇini s'hauria de col·locar després del Siddharta Gautama. KB Pathak (1930) va argumentar que kumāraśramaṇa també es podria referir a una monja jainista, el que significaria que Pāṇini no s'ha de col·locar necessàriament després del Buda.
No és clar si Pāṇini va utilitzar l'escriptura per a la composició de la seva obra, tot i que en general s'acorda que coneixia una forma d'escriptura, basada en referències a paraules com lipi («guió») i lipikara («escriba») a la secció 3.2 de l'Aṣṭādhyāyī. La datació de la introducció de l'escriptura a l'Índia pot, per tant, donar més informació sobre la datació de Pāṇini.
Pāṇini cita almenys deu gramàtics i lingüistes abans que ell: Āpiśali, Kāśyapa, Gārgya, Gālava, Cakravarmaṇa, Bhāradvāja, Śākaṭāyana, Śākalya, Senaka i Sphoṭāyana. Segons Kamal K. Misra, Pāṇini també es refereix a Yaska, «els escrits del qual es remunten a mitjan segle iv aC». Tant [Brihatkatha] com Mañjuśrī-mūla-kalpael asseguren que Pànini va ser contemporani amb el rei Nanda, del segle iv aC.

### Ubicació
No se sap res del cert sobre la vida personal de Pāṇini. En una inscripció de Siladitya VII de Valabhi, se l'anomena Śalāturiya, que significa «home de Salatura». Això significa que Pànini vivia a Salatura, a l'antic Gandhara, l'actual nord-oest del Pakistan, i que probablement es trobava a prop de Lahor, una ciutat a la confluència dels rius Indus i Kabul, al districte Swabi del modern Pakistan. Segons les memòries de l'erudit xinès del segle vii Xuan Zang, hi havia una ciutat anomenada Suoluoduluo a l'Indus on va néixer Pāṇini, i ell va compondre el Qingming-lun (sànscrit: Vyakarana).
Segons Hartmut Scharfe, Pāṇini vivia a Gandhara, a prop de les fronteres de l'Imperi aquemènida, i Gandhara era aleshores una satrapia aquemènida després de la conquesta aquemènida de la vall de l'Indus. Per tant, tècnicament devia ser una persona persa, però la seva obra no mostra cap coneixement de la llengua persa. Segons Patrick Olivelle, el text de Pāṇini i el que s'ha trobat escrit sobre ell en altres llocs suggereixen que «era clarament del nord, probablement de la regió del nord-oest».

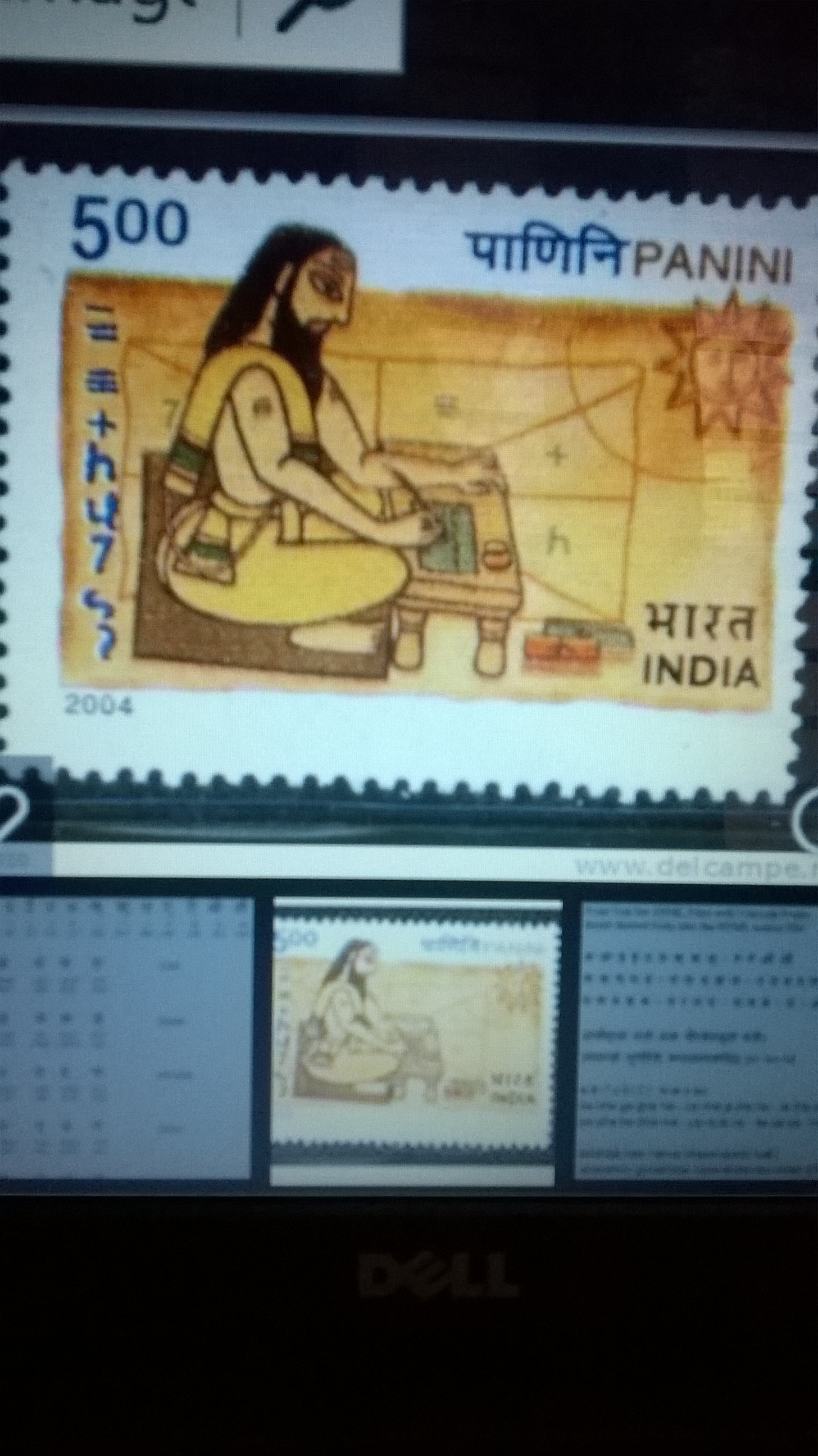
Segell indi commemoratiu de Pànini de l'any 2004.

### Recepció
Pànini s'esmenta a les faules índies i als textos antics. El Pantxatantra, per exemple, esmenta que Pāṇini va ser assassinat per un lleó.
Pāṇini va ser representat en un segell postal indi de cinc rupies l'agost de 2004.

## Llegat
Pànini és conegut pel seu text Ashtadhyayi (Aṣṭādhyāyī), un tractat d'estil sutra sobre gramàtica sànscrita, amb 3.996 versos o regles sobre lingüística, sintaxi i semàntica en «vuit capítols», que és el text fundacional de la branca Vyakarana del Vedanga, les disciplines erudites auxiliars del període vèdic. El seu text aforístic va atreure nombrosos comentaris, dels quals el Mahabhashya de Patanjali és el més famós. Les seves idees van influir i van incentivar comentaris d'estudiosos d'altres religions índies com el budisme.
L'anàlisi de Pāṇini dels noms compostos encara constitueix la base de les teories lingüístiques modernes de la composició en les llengües índies. La teoria global i científica de la gramàtica de Pāṇini es pren convencionalment per marcar l'inici del sànscrit clàssic. El seu tractat sistemàtic va inspirar i va fer del sànscrit la llengua índia preeminent d'aprenentatge i literària durant dos mil·lennis.
La teoria de l'anàlisi morfològica de Pàṇini era més avançada que qualsevol teoria occidental equivalent abans del segle xx. El seu tractat és generatiu i descriptiu, utilitza metallenguatge i meta-normatives, i s'ha comparat amb la màquina de Turing on l'estructura lògica de qualsevol dispositiu informàtic s'ha reduït al seu element essencial mitjançant un model matemàtic idealitzat.

## Ashtadhyayi
La més important de les obres de Pànini és una gramàtica per a l'estudi del sànscrit, llengua que considerava divina. Hi destaca el detallisme fonètic, no superat fins a la modernitat, que parteix de criteris científics (per exemple, intueix el concepte de fonema). Va inventar una metanotació sintàctica similar a la gramàtica lliure de context de les gramàtiques actuals, i les seves regles recursives en el camp de la morfologia s'apliquen avui dia en lingüística computacional.
Ashtadhyayi és una gramàtica prescriptiva i generativa amb regles algebraiques que regeixen tots els aspectes de la llengua. Es complementa amb tres textos auxiliars: akṣarasamāmnāya, dhātupāṭha i gaṇapāṭha.
Aquesta obra, fruit d'un esforç de segles per preservar la llengua dels himnes vèdics de la «corrupció», és el punt àlgid d'una tradició gramatical vigorosa i sofisticada ideada per aturar el canvi lingüístic. La preeminència de l'Aṣtādhyāyī es subratlla pel fet que va eclipsar totes les obres similars anteriors; tot i que no és la primera, és el text més antic que sobreviu completament.
L'Aṣṭādhyāyī consta de 3.959 sūtras en vuit capítols, cadascun subdividit en quatre seccions o pādas. El text pren material de llistes lèxiques (dhātupāṭha, gaṇapātha) com a entrada i descriu algorismes que cal aplicar per a la generació de paraules ben formades. És tal la seva complexitat que l'aplicació correcta de les seves regles i metaregles encara s'està treballant segles després.
El llibre està compost en una època en què la composició i la transmissió orals eren la norma, està fermament integrat en aquesta tradició oral. Per tal d'assegurar una àmplia difusió, es diu que Pànini preferia la brevetat a la claredat: es pot recitar de punta a punta en dues hores. Això ha provocat l'aparició d'un gran nombre de comentaris de la seva obra al llarg dels segles, que en la seva majoria s'adhereixen a les bases establertes per l'obra de Pāṇini.

## Bhaṭṭikāvya
Bhaṭṭikāvya és un poema del segle vii dC que intenta ajudar a interpretar l'Aṣṭādhyāyī ajudant-se d'elements d'obres anteriors. L'aprenentatge del currículum indi a l'època clàssica tardana tenia com a cor un sistema d'estudi gramatical i anàlisi lingüística. El text bàsic d'aquest estudi era l'Aṣṭādhyāyī de Pāṇini, la condició sine qua non de l'aprenentatge. Aquesta gramàtica de Pāṇini havia estat objecte d'un intens estudi durant els deu segles anteriors a la composició del Bhaṭṭikāvya. El propòsit de Bhaṭṭi era clarament el de proporcionar una ajuda per a l'estudi del text de Pāṇini mitjançant l'ús dels exemples ja proporcionats als comentaris gramaticals existents en el context de la història. La intenció de l'autor era ensenyar aquesta ciència avançada mitjançant un mitjà relativament fàcil i agradable.